# Lenzerheide Open 2012
Il Lenzerheide Open 2012 è stato un torneo di tennis facente parte della categoria ITF Women's Circuit nell'ambito dell'ITF Women's Circuit 2012. Il torneo si è giocato a Lenzerheide in Svizzera dal 18 al 24 giugno 2012 su campi in terra rossa e aveva un montepremi di $25,000.

## Vincitori

### Singolare
Aleksandra Krunić ha battuto in finale  Chichi Scholl con il punteggio di 6–3, 6–3

### Doppio
Aleksandra Krunić /  Ana Vrljić hanno battuto in finale  Ksenija Lykina /  Isabella Šinikova con il punteggio di 6–2, 6–4